# Strahlspanen
Als Strahlspanen werden alle Fertigungsverfahren bezeichnet, deren zerspanende Wirkung auf einem in Arbeitsrichtung beschleunigten Strahlmittel, auch Strahlmedium genannt, beruht. Dabei kann das Strahlmittel direkt (Schleuderrad) oder mit Hilfe eines Trägermediums wie Druckluft oder Wasser bewegt werden. Beim Trennstrahlen kann die spanende Wirkung auch ohne Zugabe eines schleifenden Strahlmediums erreicht werden, etwa beim Reinwasserschneiden.
Nach DIN 8589 ist das Strahlspanen in mehrere Gruppen unterteilt. In der Praxis ist diese Unterteilung jedoch nicht immer gegeben, da oftmals ein System mehrere Zwecke erfüllen kann. Außerdem kann das Strahlspanen nach der Methode der Strahlmittelbeschleunigung unterteilt werden.

## Abtragstrahlen
- Sandstrahlen
- Kugelstrahlen
- CO2-Trockeneisstrahlen
- CO2-Schneestrahlen
- Mikrosandstrahlen
- Sodastrahlen
- Wasserstrahlfräsen

## Trennstrahlen
- Wasserstrahlschneiden